# Leptura cordis
Leptura cordis là một loài bọ cánh cứng trong họ Cerambycidae.